# Rheeze
Rheeze est un petit village dans la commune néerlandaise de Hardenberg, dans la province d'Overijssel. Le 1er janvier 2006, le village comptait 324 habitants.
Rheeze est la patrie du réformateur Albertus Risaeus.